# Niels-Christian Holmstrøm
Niels-Christian Holmstrøm (født 23. februar 1947) er en dansk tidligere fodboldspiller, fodboldtræner, konsulent i Team Danmark og sportsdirektør i FC København (frem til afslutningen af sæsonen 2005/2006). Han opnåede 15 A-landskampe for Danmarks fodboldlandshold og scorede fire mål.
Som fodboldspiller har han blandt andet repræsenteret: KB, ADO Den Haag, HFC Haarlem og FC Girondins de Bordeaux. Har som træner blandt andet repræsenteret: KB, B 1903, Kastrup og senest FC København i to kampe.
I øjeblikket er han bestyrelsesformand i KB og den vej igennem bestyrelsesmedlem i FC København. Han optræder desuden som fodboldekspert i Viasats fodboldprogrammer.

## Landskampe
- 6 U-landskampe – 2 mål
- 15 A-landsholdkampe – 4 mål

Debut: 4. december 1968 mod Irland. Sidste kamp: 17. november 1976 mod Portugal. Anfører i 3 kampe i 1974. Scorede 3 mål i kampen mod Indonesien 3. september 1974 (slutresultat 9–0)

## Resultater

### Spiller
KB
- DM-guld: 2

1968, 1974
- Pokalvinder: 1

1969
- Topscorer i den bedste danske række i 1968 og 1974.
- Årets Fodboldspiller i Danmark i 1974 da han spillede for KB.

### Træner
B 1903
- Pokalfinalist: 1

1982
KB
- Pokalfinalist: 1

1984
- Vinder 2. division: 1

1985
- Årets Træner i Danmark i 1979 da han trænede Kastrup Boldklub.